# Louisette Blanquart
Pour les articles homonymes, voir Blanckaert.
Louisette Blanquart, née Louise Blanquart le 28 août 1921 à Lille (Nord) et morte le 2 janvier 2008 à Paris, est une syndicaliste et une journaliste française.

## Biographie

### Enfance et jeunesse à Lille
Louise Blanquart, dite Louisette, naît le 28 août 1921 à Lille (Nord). Elle est la fille de Louis Blanquart[réf. souhaitée], dirigeant de l’union régionale CFTC du Nord, un des fondateurs du Parti démocrate populaire.
Elle est élevée dans le cadre de la religion catholique. À la rentrée de 1936, elle devient institutrice en maternelle puis en classe élémentaire.
Passionnée par les questions sociales, elle fait la lecture décisive de Quand les sirènes se taisent de Maxence Van der Meersch. N’étant pas ouvrière, elle ne peut adhérer à la branche féminine de la Jeunesse ouvrière chrétienne (JOC).
En 1938, elle décide de rentrer chez les Compagnes de Saint François, branche féminine des Compagnons de Saint François dont l’objectif est de constituer des communautés fraternelles de jeunes, de milieux et de pays différents, formés à une vie évangélique par la pratique du pèlerinage.
Après avoir perdu son emploi en 1939, elle devient auxiliaire sociale à la chambre syndicale de la métallurgie de Lille.

### Années en zone libre
Elle suit ses parents qui se réfugient en zone libre, à Lyon au début de la guerre. Elle diffuse les cahiers clandestins de Témoignage chrétien, fondé en 1941 par le mouvement de résistance du même nom, et prépare des congrès de la JOC. Elle est ensuite assistante médico-sociale à Firminy et à Annonay.
À l’issue d’un pèlerinage à la Sainte-Baume près de Marseille, elle décide de s’engager au service de la classe ouvrière. Elle rencontre la communauté de Boimondau de Marcel Barbu.

### Années en usine
Elle part vivre à Paris au début de 1944 et est alors élue à la direction des Compagnons de Saint François où elle s’occupe des activités culturelles. Elle est également secrétaire de rédaction de Sillage, journal de la branche féminine de la JOC.
Elle décide de travailler en usine pour partager la vie des ouvriers. Elle est embauchée en 1946 comme manœuvre spécialisée aux usines Wonder[réf. souhaitée] de Saint-Ouen et se syndique à la CGT.
Contrainte de quitter cette usine après y avoir contracté des anthrax en travaillant à l’emballage des charbons, elle reprend, en 1947, un travail à la cantine de l’usine Ferrodo. 

### Engagements politiques et syndicaux
Cette année-là, elle adhère au Parti communiste français. Membre du Mouvement de la Paix, elle milite pour la signature de l’Appel de Stockholm puis contre les guerres du Viêt Nam et d’Algérie.
Après une période de chômage, elle travaille dans une biscuiterie à Paris-9e puis de 1951 à 1953 dans la biscuiterie Jolivet[réf. souhaitée] dans le 18e où elle est responsable de l’union locale CGT.
En 1953, elle perd sa foi religieuse après lecture des travaux de Pavlov sur les réflexes conditionnés.
En 1955, elle devient secrétaire de la fédération CGT de l’Alimentation avec la responsabilité de ses branches féminines. À ce titre, elle fait partie de la commission féminine de CGT.
Élue à la commission de contrôle financier de 1959 à 1969, soit cinq mandats consécutifs, elle devient membre de la commission administrative de la CGT en 1965 lors du 35e congrès confédéral. Elle écrit également des articles dans la Revue des travailleuses.

### Engagements journalistiques
À partir de 1964, elle est rédactrice en chef d’Antoinette, magazine mensuel de la CGT. En avril 1968, elle est en désaccord avec Madeleine Colin directrice du journal et membre du Bureau confédéral de la CGT, elle revient alors à la fédération de l’Alimentation.
Elle devient, en 1970, rédactrice à L'Humanité dans la rubrique vie intérieure où elle écrit plus particulièrement sur les femmes et aborde la question de l’avortement. Licenciée pour raisons économiques en 1979, elle quitte le Parti communiste français en 1990.

### Dernières années
Elle finit par militer avec Les Verts et prend part aux recherches d’un groupe de femmes, le groupe Ruptures.
Elle meurt le 2 janvier 2008 dans le 18e arrondissement de Paris.

## Ouvrages
- Femmes, l’âge politique, Éditions sociales, 1974[2].
- Changer l’économie, trois clefs et un calendrier (en collaboration), Éditions sociales, 1977. Entretiens de Louisette Blanquart avec Anicet Le Pors, Paul Boccara, Claude Quin et Philippe Herzog.

## Hommages
En décembre 2011, la place Louise-Blanquart est inaugurée dans le 18e arrondissement de Paris en son honneur.